# 訂單流交易
訂單流交易（英語：Order flow trading）是交易者在交易時使用的一種策略和分析方式。其他常用的分析方式包括技術分析、文本情感分析和基本面分析。
訂單流交易是分析其他交易者在特定市場上進行的交易流程的過程。主要是觀察委託買賣數量和量能足跡圖來進行。訂單流分析使交易者能夠看到在市場上特定時間內委託的各種訂單，例如在特定價格點上的買入和賣出委託數量。交易者可以使用訂單流分析來查看這些訂單對市場價格的後續影響，進而對市場未來價格和方向進行預測。訂單流交易是一種短線交易策略，因為它是根據最近成交的買入和賣出委託訂單以準確進入市場操作。訂單流交易有時被稱為一種動能交易方式。

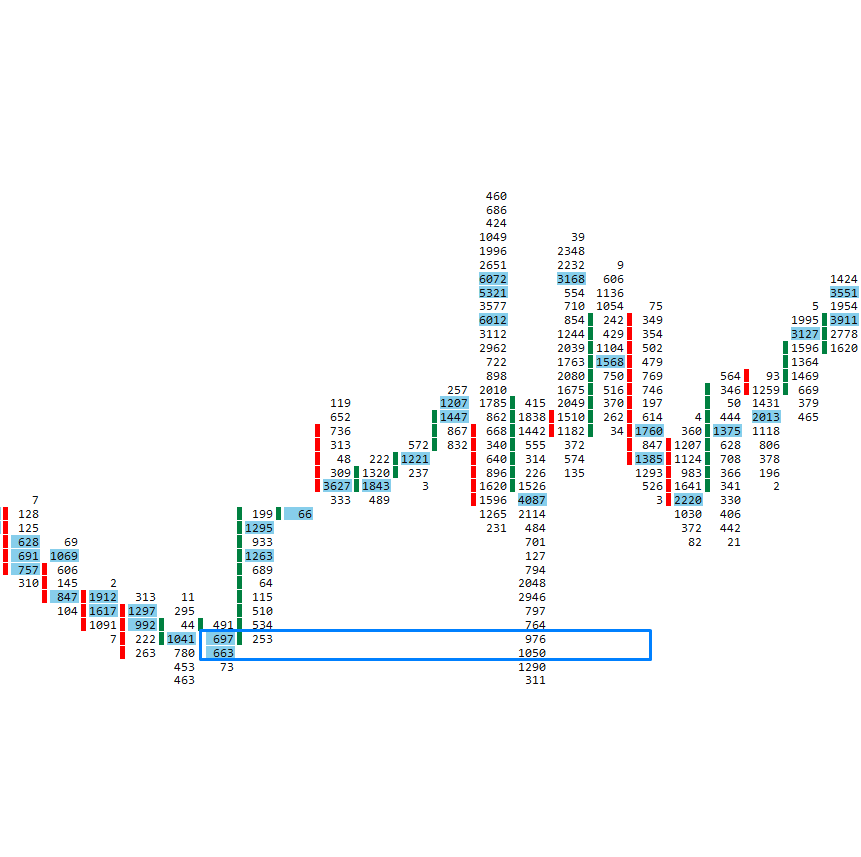
可以顯示趨勢和反轉的量能足跡圖

## 閱讀量能足跡圖K線
足跡圖K線左側數字顯示已經成交的賣單數量與金額，右側的數字顯示已經成交的買單數量與金額，表示在每個價格成交的買單和賣單數量。

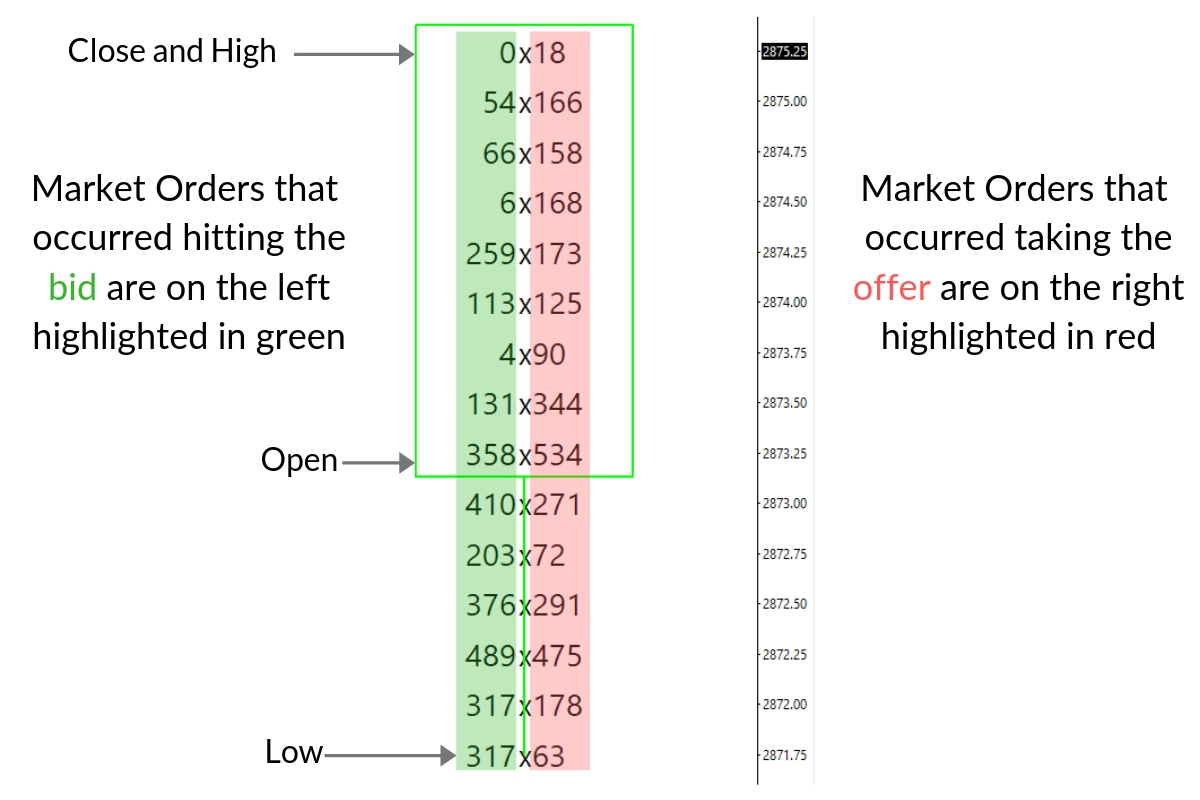
足跡圖K線

## 訂單流分析通常可以顯示下列内容
- 有多少大額買單或賣單已經成交
- 買家或賣家掌握著主導權
- 交易量
- 交易量控制點（VPOC, volume point of control）：K線中交易量最多的點位
- 每個買單或賣單的大小
- 限價單，可在市場深度（DOM, depth of market）或委託數量中找到

訂單流分析顯示了特定價格和特定時間的買賣雙方交易量，還可以顯示在不同價格點位上等待成交的委託訂單累積情況。在K線圖中將由單個K線顯示，然而，在委託單數量和量能足跡圖中，則在個別K線內顯示了買單和賣單數量，因此更深入的呈現了微觀的價格變動。訂單流交易者可以看到限價單和市價單的委託情況，量能足跡圖僅顯示已成交的市價單，兩者合一便能顯示真實的買賣交易量。限價單是交易者委託買入或賣出股票的價格點位，除非市場價格達到其限價單價格，否則這些委託單將不會成交。這些委託單在K線上不會顯示出來，只能在委託數量情況裡看到，直到成交以後才會顯示在圖表上。

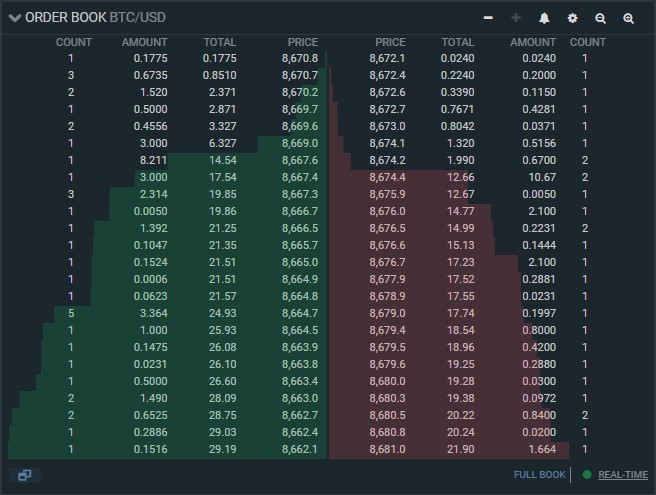
委託數量，或稱市場深度

訂單流交易者可以透過買賣單的大小判斷支撐和壓力強度。在量能足跡圖上，可以從委託買賣數量不一致得知，買方的不一致告訴我們在該價格點位上，買家比賣家多得多，表示該價位可能有相當的支撐。賣放的不一致表示示在該價格點位上賣家比買家多得多，這可能表示該價格有潛在的壓力。買家和賣家的交易量還能用於預測可能的趨勢反轉，這是一些訂單流交易者應用到量能足跡圖上的策略。

## 虛假訂單
假單或搞假（Spoof orders 或 Spoofing）是指交易者會在特定價格點位上下假委託，然後在這些委託即將成交之前取消它們，其目的是欺騙其他交易者，使其分析假的支撐和壓力位置。